# コモディティ

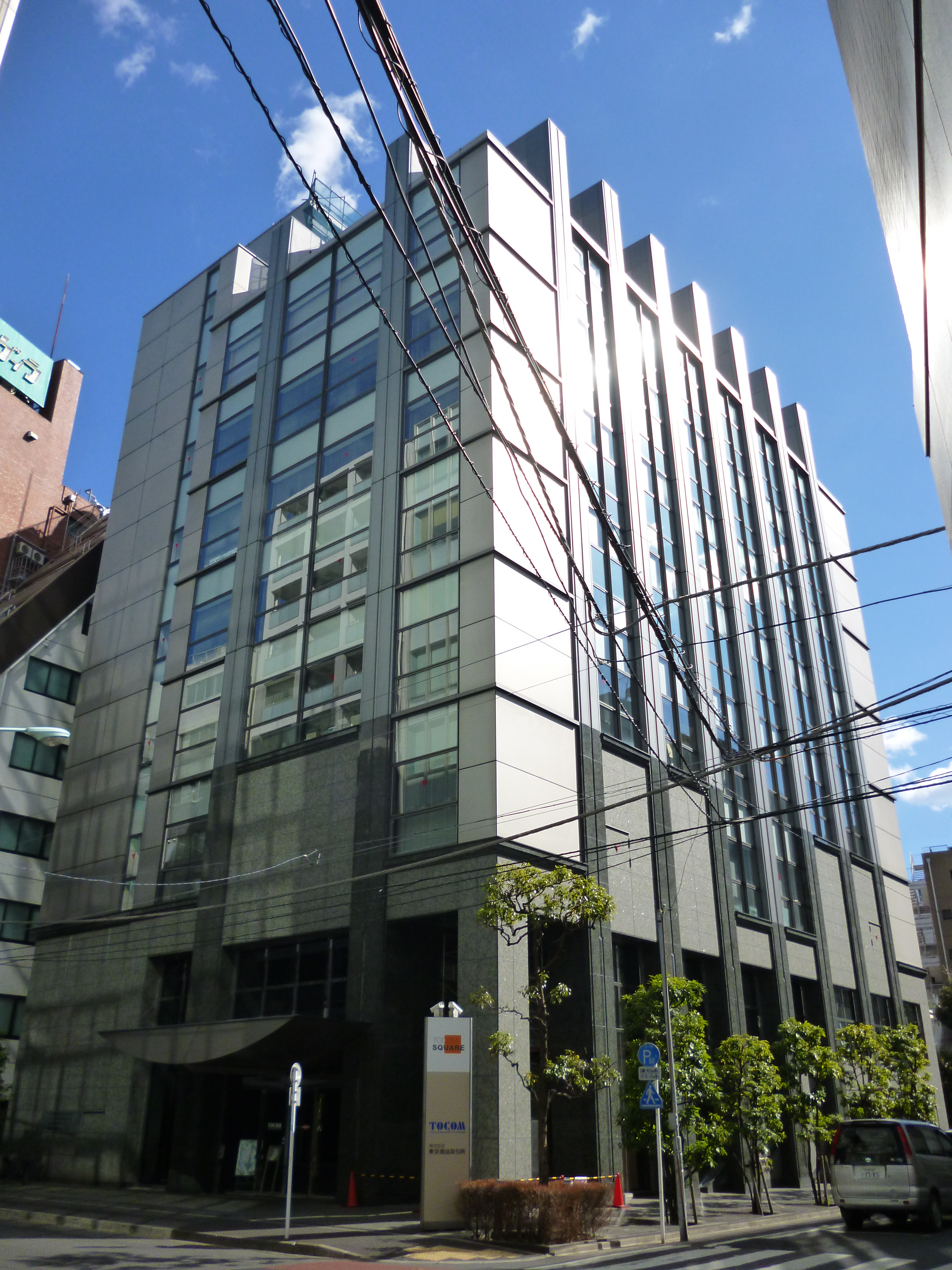
東京都中央区にあった東京商品取引所の旧本社。現在は東京証券取引所ビルに本社を置いている。

コモディティ（commodity）とは、経済学において、完全または実質的な代替可能性を持つ経済的価値またはサービスである。誰がそれらを生産したのかに関係なく、市場はその商品価値を同等かほぼ同じとして扱う。鉄鉱石、砂糖、米や小麦といった穀物など、大半のコモディティは原材料、根幹資源、農作物、鉱業生産品であるが、中には化学品やコンピュータメモリなど大量生産された製品もある。
コモディティ物品の価格は、一般にその市場全体の作用で決定される。十分に確立した現物商品は、スポットやデリバティブ市場で積極的に取引される。コモディティの広範な入手可能性は、一般的に利益率の低下につながり、価格以外の要因（ブランド名など）の重要性を低減させる。

## 語源
“コモディティ(commodity) ”という言葉は、15世紀に英語で使われ始めており、「快適さ、利便性」というフランス語の“commodité”から来ている。なおも遡ると、このフランス語はラテン語の“commoditas”から派生しており、「適合性、利便性、優位性」を意味する。ラテン語の“commodus”（この語から英語はcommodious（便利）と accommodate（収容）を含む単語を得る）は、「然るべき」「適切な方法、時間、または条件」「利点、利益」とさまざまな意味を持つ。

## 特徴
経済学において、コモディティという用語は、完全または部分的にだが実質的代替性を有する経済的物品またはサービスに対して特に用いられる。そこでは、誰が生産したかにかかわらず、市場はそれらの実態（instance）を同等またはほぼ同じものとして扱う。カール・マルクスはこの特性を次のように記述した「小麦の味から、誰がそれを生産したのか、ロシアの農奴かフランスの農民か英国の資本家か、を知るのは不可能である」。石油と銅はコモディティ物品の例である。それらの需要と供給は、ひとつの世界的市場の一部となっている。
スマートフォンなど非コモディティな品物には、ブランドやユーザーインターフェース、性能など、製品の差別化に多くの側面がある。特定のスマートフォンに対する需要は、別のスマートフォンに対する需要よりもはるかに大きいことがあり、その価格もまちまちである。
対してコモディティ物品の価格は、一般にその市場全体の作用で決定される。十分に確立した現物商品は、スポットやデリバティブ市場で積極的に取引される。

## コモディティのソフトとハード
ソフトコモディティは、小麦や米などの栽培されたものをいう。
ハードコモディティは、採掘されたもの。例としては、金、ヘリウム、石油などが含まれる。
エネルギーコモディティには、電気、ガス、石炭、石油が含まれる。 電気は通常、貯蔵することが不経済であり、でき次第すぐに消費されなければならないという風変わりな特徴を有する。

## コモディティ化
詳細は、「コモディティ化」を参照。
コモディティ化は、商品またはサービス市場が供給基盤を超えて差別化を失ったときに、それを効率的に取得または生産するために必要な知的資本の拡散によって、しばしば発生する。そのため、かつて市場参加者に高い利益をもたらしていた商品は、ジェネリック医薬品やDRAMチップなどのコモディティになった。ニューヨーク・タイムズ記事は、コモディティ化の例としてマルチビタミンサプリメントを挙げている。カルシウムの50mgタブレットは、どの会社が生産し販売しても、消費者にとって同等の価値である。そのため、マルチビタミンは現在山積みで販売されており、ブランド差別化もほとんどなくスーパーで入手できる。この傾向を追う形で、市場参加者に高い利益率を運んでいたナノマテリアルが、コモディティ化した状況へと急展開している。
それは「コモディティ 対 差別化できる製品」の二元的な区別というよりも、コモディティ化のスペクトラムである。ほとんどの製品は完璧な非差別化性を備えておらず、そのため（完璧な）代替性も備えてはいない。購入者が必要に応じて再生可能な方法を選ぶことができるエネルギー市場においては、電気でさえもその発電方法（例えば、化石燃料、風力、太陽光）に基づいて、市場内で電気を差別化することができる。
さまざまな製品のコモディティ化の度合いは、購入者の心理と手段によって異なる。例えば、牛乳、卵、ノート紙はさほど多くの客による差別化がされない。それらに対して、製品は代替可能であり、最も低い価格が購買選択における主な決定的要素となる。それ以外の客は、環境保全性や動物福祉など、価格以外の要因も考慮に入れている。これらの顧客には、「有機農産物VS違う」「ケージフリー（平飼い）VS違う」などの区別が牛乳や卵のブランド差別化につながり、リサイクルされた古紙含有割合やフォレスト・スチュワードシップ・カウンシルの認証（FSC認証）が、ノート紙のブランド差別化につながる。 

## グローバルな取引企業
2011年10月28日現在の、世界的なコモディティ取引企業リスト。
- ビトル（英語版）
- グレンコア
- トラフィグラ（英語版）
- カーギル
- サラム・インベストメント（英語版）
- アーチャー・ダニエルズ・ミッドランド
- グンバー（英語版）
- メルキュリア・エネルギー・グループ（英語版）
- ノーブルグループ
- ルイ・ドレフュス・グループ（英語版）
- ブンゲ・リミテッド（英語版）
- ウィルマーインターナショナル（英語版）
- オーラム・インターナショナル

## 取引
詳細は、「商品先物取引」および「商品市場」を参照。
元来の単純化された意味で、コモディティとは、多くの異なる生産者によって大量に生産された、均一な品質の価値がある物だった。その項目の、それぞれ異なる生産者からが同価値と見なされた。コモディティ取引において、それはコモディティを定義する契約に記載されている根本的な基準であり、特定の生産者の製品に固有の品質というものはない。
＜世界にあるコモディティ取引所＞
- ブースアフリカ（旧GBOT）
- マレーシア証券取引所デリバティブ（MDEX）
- シカゴ商品取引所 （CBOT）
- シカゴ・マーカンタイル取引所（CME）
- 大連商品交易所（英語版） （DCE）
- ユーロネクスト・ライフ（ロンドン国際金融先物取引所）（LIFFE）
- カンザスシティ商品取引所（英語版） （KCBT）
- ロンドン金属取引所（英語版） （LME）
- フランス国際先物市場（英語版）（MATIF）
- マーカンタイル取引所ネパール（MEX）
- インド・マルチ商品取引所（英語版）（MCX）
- インド国立商品デリバティブ取引所（英語版） （NCDEX）
- パキスタン国立商品取引所（英語版） （NCEL）
- ニューヨーク・マーカンタイル取引所（NYMEX）
- 東京商品取引所（TOCOM）
- 大阪堂島商品取引所

コモディティ取引の市場は、特にプールへの分割がセグメント需要と一致する場合、非常に効率的になる。これらの市場は、需給の変化に迅速に対応し、均衡した価格と量を見いだすことが可能である。  加えて、投資家は商品価格指数を通じて、コモディティ市場への受動的な評価額（exposure）を得ることができる。
投資を分散して、通貨のインフレ率低迷に伴うリスクを緩和するため、年金基金やソブリン・ウェルス・ファンドは、コモディティや同関連インフラストラクチャーなどの非上場資産に資本を配分する。

## 棚卸データ
コモディティの棚卸で、少ない在庫は一般的により変動しやすい将来価格につながり、「欠品（Stockout)」のリスクを増大させる。経済理論学者によると、企業は特定商品の在庫を保有することにより利便性の利得（コンビニエンス・イールドとも）を受け取る。コモディティの棚卸データは1つの共通情報源からの入手ができない、とはいえ様々な情報源から入手が可能である。 棚卸資産と商品先物リスクプレミアムの関係についての2006年の研究では、31のコモディティに関する棚卸データが使用された。 

## 労働のコモディティ化
詳細は、「労働は商品ではない原則」を参照。
古典的な政治経済において、特にカール・マルクスの『経済学批判』では、商品とは人間の労働により生産される物体、品物、またはサービス（「製造」または「活動」）である
。対象物は人間の外側にある。しかしながら、いくつかの対象物は、この世界の人達が「生活において必要、有用または喜ばしい」と分かった時に「使用価値」を獲得する。「使用価値」は対象物を「人間が望む対象」にさせたり、それが「最も広い意味での生活手段」となる。
社会が発展するにつれて、人々は品物やサービスを他の品物やサービスと交換できることを発見した。この段階で、これらの品物とサービスが「コモディティ」になった。コモディティは、販売のために提供されるか、または「市場で交換される」対象物として定義される 。コモディティが売却される市場において、「使用価値」はコモディティ販売を促進する手助けにならない。そのため、使用価値を有することに加え、コモディティは「交換価値」を、市場内で表現されうる価値を有する必要がある。
マルクス以前、多くの経済学者が交換価値を構成する要素について議論した。アダム・スミスは、賃貸、利潤、労務、農耕具の消耗費用から交換価値が構成されると主張した。アダム・スミスの門弟であるデイビッド・リカードは、労務だけが品物やサービスの交換価値の内容であると主張することにより、この点においてスミスのアプローチを修正した。商品における全ての交換価値が、商品を作った人々の手から直接得られたものであることを維持する一方で、リカードは商品の交換価値の一部だけが商品を作った勤労者に支払われたと述べた。 この商品価値のもう一つの部分とは、作業者に支払われなかった労働、無給労働だった。この無給労働は、生産手段（製造道具等）の所有者によって保持されていた。資本主義社会においては資本家が生産手段を所有しており、それゆえ無給労働が資本家によって賃料や利益という形で保持される。生産手段とは、商品が作られる場所、生産に使用される原材料、商品の生産に使用される器具や機械を意味する。
しかしながら、全てのコモディティが再生産可能なものとは限らず、また全てのコモディティが当初より市場で売却されることを意図されたものでもなかった。例えば人間の労働力、芸術作品や自然資源（「地球自体が労働の道具である」）など、市場向けに特別に作られたものではなく再現性のない品物でさえも、これら値段がつけられたものはコモディティという形で扱われた。
商品に関するマルクスの分析は、労働価値説を用いて、品物の経済的価値を確立するものは何かという問題解決の手助けが意図されている。この問題はアダム・スミスやデイビッド・リカードやヨハン・ロードベルトゥスらによって広く議論された。これら3人の経済学者は全員、商品の交換価値の100％を労働が構成しているという理論を否定した。程度は様々だが、これらの経済学者は商品価格を確立するための供給と需要に目を向けていたのだ。マルクスは、商品の「価格」と「価値」は同義ではないと主張した。任意の商品の価格は、ある期間における需要に対する供給の不均衡に応じて変動する。同じ商品の「価値」は首尾一貫しており、その商品を生産するために使われた労働価値の量を反映するとされる。
マルクス以前、経済学者は、商品の価値を確立するために「労働の量」を用いることの問題とは、未熟作業者が費やした時間が熟練作業者が同じ商品に費やした時間よりも長くなることだ、と気付いていた。そのため、この分析の下では、未熟作業者によって生産された商品が、熟練作業者によって生産された同じ商品よりも価値が高い。マルクスはしかし、広い社会において商品ができるのに必要な平均時間の量について指摘した。商品を生産するために必要なこの平均時間を、マルクスは「社会的に必要な労働時間」と呼んだ。社会的に必要な労働時間は、与えられたコモディティの「交換価値」の基となる、適切な基礎であった。
経済学において価値と価格は同等の用語ではなく、市場価格に対する価値の特別な関係を理論化することは、自由主義とマルクス主義の経済学者双方にとって挑戦であった。しかし、マルクスは商品の価値と価格は需要と供給が同等である場合にのみ一致すると主張した。